# Nowy cmentarz żydowski w Żarach
Nowy cmentarz żydowski w Żarach – cmentarz żydowski znajdujący się w Żarach, będący jedyną czynną nekropolią żydowską w województwie lubuskim. Został założony w 1946 jako wydzielona część cmentarza komunalnego przy ulicy Szpitalnej.
Kwatera zajmuje powierzchnię 0,03 ha i jest otoczona ogrodzeniem z bramą. Znajduje się na nim około sześćdziesięciu nagrobków, nieróżniących się w formie od tych z części ogólnej. Na niektórych spotykana jest tradycyjna symbolika, a część posiada także napisy w języku hebrajskim lub jidysz.

## Pochowani
- Abram Brand (zm. 2007) – działacz społeczności żydowskiej.
- Maurycy Kajler (zm. 1997) – działacz społeczności żydowskiej, dziennikarz.